# Beregújfalu
Beregújfalu (ukránul Берегуйфалу (Berehujfalu) korábban Нове Село (Nove Szelo / Nove Selo), oroszul Новое Село (Novoje Szelo / Novoe Selo)):  falu Ukrajnában, Kárpátalján, a Beregszászi járásban, Nagybereg község része.

## Fekvése
Beregszásztól 18 km-re északkeletre fekszik.

## Története
Beregújfalu és környéke már ősidők óta lakott hely volt. Határában az I. e. 6. századból való halomsírokat tártak fel.
Az Árpád-kori település nevét az oklevelek 1261-ben említették először Perek néven. A települést még II. András adta erdeivel és disznópásztoraival együtt az egri püspökségnek, 
IV. Béla 1261-ben erősítette meg az adományt. 1299-ben határát az egri egyház javára megjáratták. 1463-ban Wyfalw néven említik. 1566-ban a tatárok feldúlták. 1910-ben 1304, túlnyomórészt magyar lakosa volt, ma 2018 lakosából 1674 (80%) a magyar. A trianoni békeszerződésig Bereg vármegye Tiszaháti járásához tartozott.

## Népessége
| Lakosok száma | 861  | 1034 | 1769 | 2134 | 2018 | 2000 |
|               | 1881 | 1910 | 1940 | 1969 | 1991 | 2001 |

## Nevezetességek
- Református temploma 1829-ben épült a korábbi fatemplom helyén.
- Bortermelők lakják, sok jó termőföld van a faluban